# Torremaggiore
Torremaggiore est une commune italienne de la province de Foggia, dans les Pouilles.

## Histoire

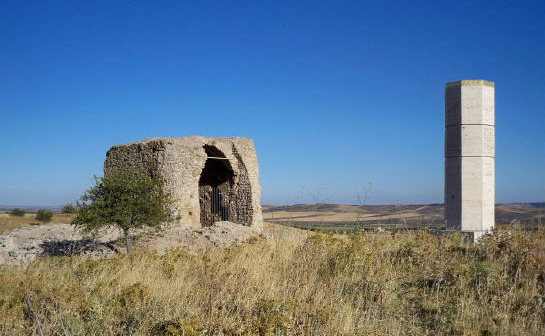
Castel Fiorantino.

L'histoire de la commune est liée à celle du monastère bénédictin de Terra Maggiore, appelé dans les documents « Monasterium Terrae Maioris » et au village médiéval de Castel Fiorentino (ou Fiorentino di Puglia), dont les ruines se trouvent dans la campagne de Torremaggiore à 10 km de la ville sur la route provinciale San Severo-Castelnuovo della Daunia. Les ruines de l'ancien village sont situées dans la campagne de Torremaggiore, autrefois siège du diocèse du même nom et du château de Dragonara.
Pendant cinq siècles, la ville fut le fief de la famille noble Di Sangro (it), princes de San Severo et ducs de Torremaggiore. Le tremblement de terre dévastateur du 30 juillet 1627 rasa presque complètement Torremaggiore.

### Monuments et lieu d'intérêt
- Le château ducal de Torremaggiore du XIIIe siècle ou château ducal de Sangro.

## Démographie
Habitants recensés

## Administration
| Période                                  | Période  | Identité        | Étiquette     | Qualité |
| ---------------------------------------- | -------- | --------------- | ------------- | ------- |
| 1996                                     | 2001     | Matteo Marolla  | DS            | Sindaco |
| 30 mai 2005                              | En cours | Alcide Di Pumpo | Centro-Destra |         |
| Les données manquantes sont à compléter. |          |                 |               |         |

### Communes limitrophes
Casalvecchio di Puglia, Castelnuovo della Daunia, Lucera, Rotello, San Paolo di Civitate, San Severo, Santa Croce di Magliano, Serracapriola.

## Personnalités nées à Torremaggiore
- Umberto Pettinicchio (1943), peintre.
- Raimondo di Sangro (1710-1771), militaire et scientifique.
- Nicola Sacco (1891-1927), militant anarchiste italo-américain.

## Jumelages
- Canosa di Puglia (Italie) depuis 2003 ;
- Buffalo (États-Unis) depuis 2004 ;
- Villafalletto (Italie) depuis 2009.